# Austin American-Statesman
L'Austin American-Statesman est un quotidien régional américain, édité à Austin, capitale du Texas, et diffusé à Austin et la région du centre du Texas. Il est le principal journal quotidien de la ville.

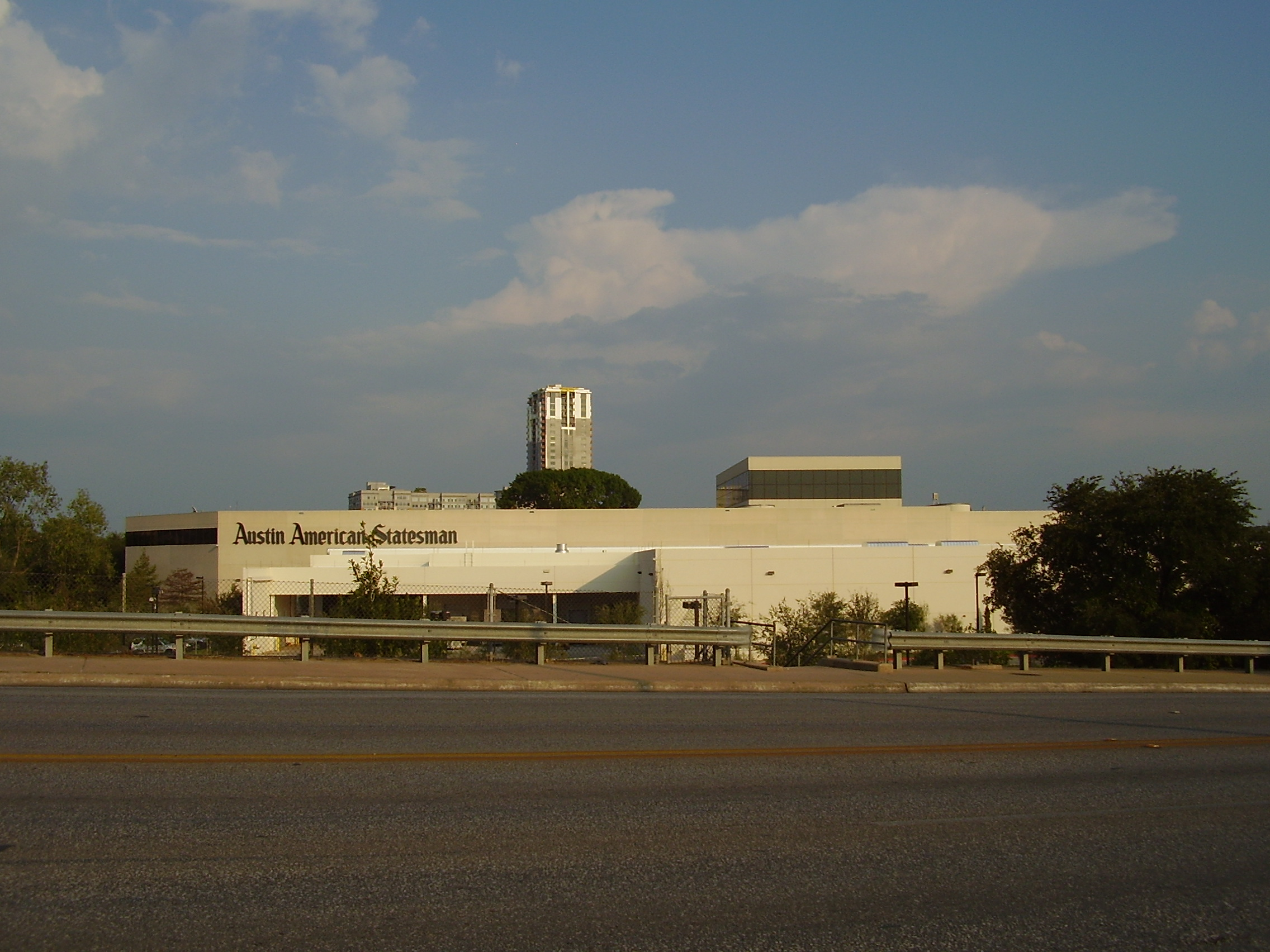
Siège du Austin American-Statesman